# Adapter
Adapter (Adaptador, ou também conhecido como Wrapper) é um dos padrões de projeto estruturais do GoF (Gang of Four).
De forma exemplificável por um adaptadores de cabos, o padrão Adapter converte a interface de uma classe para outra interface que o cliente espera encontrar, "traduzindo" solicitações do formato requerido pelo usuário para o formato compatível com o a classe adaptee e as redirecionando. Dessa forma, o Adaptador permite que classes com interfaces incompatíveis trabalhem juntas. Veja a aba exemplos.

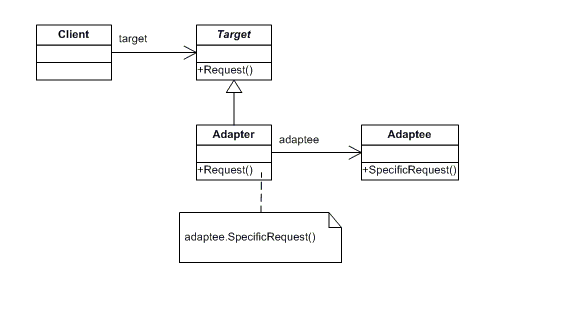
Exemplo de diagrama do padrão Adapter

## Descrição das classes de acordo com o diagrama UML
- Target (Alvo): define a interface do domínio específico que o cliente utiliza.
- Adapter (Adaptador): adapta a interface Adaptee para a interface da classe Target.
- Adaptee (Adaptada): define uma interface existente que necessita ser adaptada.
- Client (Cliente): colabora com os objetos em conformidade com a interface Target.

## Consequências
Cada adaptador de classes e de objetos tem diferentes soluções de compromisso. Um adaptador de classe:
- adapta a classe Adaptee a Target através do uso efetivo de uma classe Adapter concreta. Em consequência disso, um adaptador de classe não funcionará quando quisermos adaptar uma classe e todas as suas subclasses;
- permite que a classe Adapter substitua algum comportamento da classe Adaptee, uma vez que Adapter é uma subclasse de Adaptee;
- introduz somente um objeto, e não é necessário endereçamento indireto adicional por ponteiros para chegar até a classe Adaptee.

Um adaptador de objeto:
- permite a um único Adapter trabalhar com muitos Adaptees, ou seja, o Adaptee em si e todas as suas subclasses (caso existam);
- torna mais difícil redefinir um comportamento de uma classe Adaptee. Ele exigirá a criação de subclasses de Adaptee e fará com que a classe Adapter referencie a subclasse, ao invés da classe Adaptee em si.

## Motivação
Muitas vezes uma classe que poderia ser reaproveitada não é reutilizada justamente pelo fato de sua interface não corresponder à interface específica de um domínio requerida por uma aplicação.

## Aplicabilidade
O padrão Adapter pode ser utilizado quando:
- se deseja utilizar uma classe existente, porém sua interface não corresponde à interface que se necessita;
- o desenvolvedor quiser criar classes reutilizáveis que cooperem com classes não-relacionadas ou não-previstas, ou seja, classes que não possuem necessariamente interfaces compatíveis;
- (exclusivamente para adaptadores de objetos) é necessário utilizar muitas subclasses existentes, porém, impossível de adaptar essas interfaces criando subclasses para cada uma. Um adaptador de objeto pode adaptar a interface de sua classe mãe.

## Adaptador de Objeto

### Código emJavae Diagrama UML de classes

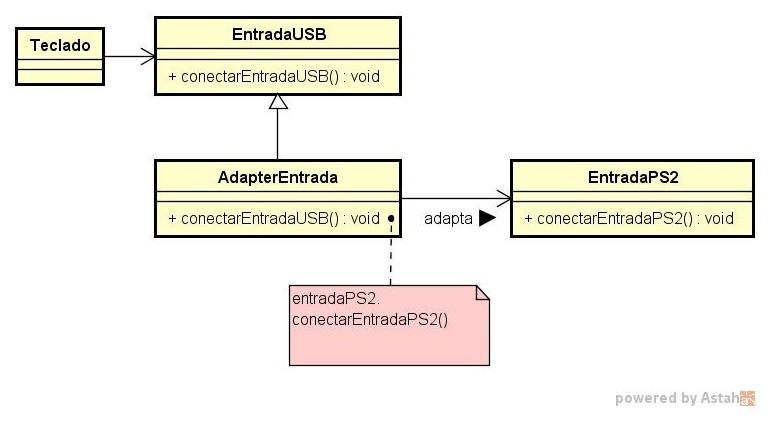
Um exemplo do padrão adapter, onde adaptamos a EntradaPS2 para EntradaUSB

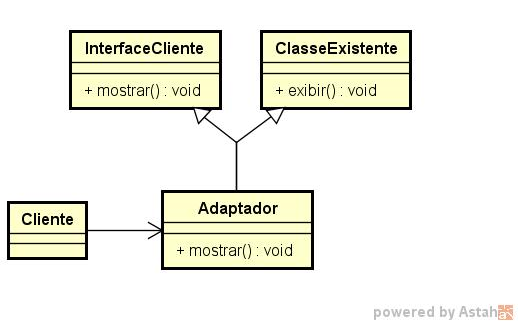
A classe adaptador adapta a InterfaceCliente e a ClasseExistente

```
//Classe adaptada (Adaptee)

class
 
SensorXbox2
 
{

    
//Solicitação Especifica

    
public
 
void
 
conectarXbox2
()
 
{

        
System
.
out
.
println
(
"Um novo controle foi conectado ao sensor do Xbox."
);

    
}

}

//Classe alvo (Target)

class
 
SensorPS5
 
{

    
//Solicitação

    
public
 
void
 
conectarPS5
()
 
{

        
System
.
out
.
println
(
"Um novo controle foi conectado ao sensor do PS5."
);

    
}

}

//Classe adaptador (Adapter)

class
 
AdaptadorPS5ParaXbox2
 
extends
 
SensorPS5
 
{

    
private
 
SensorXbox2
 
adaptee
;

    
public
 
AdaptadorPS5ParaXbox2
(
SensorXbox2
 
adaptee
)
 
{

        
this
.
adaptee
 
=
 
adaptee
;

    
}

    
//Override da solicitação

    
public
 
void
 
conectarPS5
()
 
{

        
adaptee
.
conectarXbox2
();

        
System
.
out
.
println
(
"But stadia wins!"
);

    
}

}

//Classe Cliente(Client)

public
 
class
 
ControlePS5
 
{

    
private
 
SensorPS5
 
sensorAQueSeConecta
;

    

    
public
 
void
 
Conectar
(
SensorPS5
 
sensor
){

        
this
.
sensorAQueSeConecta
 
=
 
sensor
;

        
sensorAQueSeConecta
.
conectarPS5
();

    
}

//}

//public class Teste{

    
public
 
static
 
void
 
main
(
String
[]
 
args
)
 
{

        

        
//Tem-se um Xbox2 e mas deseja-se usar um controle ps5:

        
SensorXbox2
 
adaptee
 
=
 
new
 
SensorXbox2
();

        
ControlePS5
 
target
 
=
 
new
 
ControlePS5
();

        

        
//Cria-se um falso sensor de PS5 que, na verdade, traduz e repassa os comandos para o Xbox em questão:

        
AdaptadorPS5ParaXbox2
 
adapter
 
=
 
new
 
AdaptadorPS5ParaXbox2
(
adaptee
);

        

        
//Conecta-se o controle ao adapter:

        
target
.
Conectar
(
adapter
);

    
}

}

//Saída:

//Um novo controle foi conectado ao sensor do Xbox.

//But stadia wins!

```

### Código emC#
```
using
 
System
;

using
 
static
 
System
.
Console
;

//Classe adaptada (Adaptee)

class
 
SensorXbox2

{

    
//Solicitação Especifica

    
public
 
virtual
 
void
 
ConectarXbox2
()

    
{

        
WriteLine
(
"Um novo controle foi conectado ao sensor do Xbox."
);

    
}

}

//Classe alvo (Target)

class
 
SensorPS5

{

    
//Solicitação

    
public
 
virtual
 
void
 
ConectarPS5
()

    
{

        
WriteLine
(
"Um novo controle foi conectado ao sensor do PS5."
);

    
}

}

//Classe adaptador (Adapter)

class
 
AdaptadorPS5ParaXbox2
 
:
 
SensorPS5

{

    
private
 
SensorXbox2
 
adaptee
;

    
public
 
AdaptadorPS5ParaXbox2
(
SensorXbox2
 
adaptee
)

    
{

        
this
.
adaptee
 
=
 
adaptee
;

    
}

    
//Override da solicitação

    
public
 
override
 
void
 
ConectarPS5
()

    
{

        
adaptee
.
ConectarXbox2
();

        
WriteLine
(
"But stadia wins!"
);

    
}

}

//Classe Cliente(Client)

class
 
ControlePS5

{

    
private
 
SensorPS5
 
sensorAQueSeConecta
;

    

    
public
 
void
 
Conectar
(
SensorPS5
 
sensor
)

    
{

        
this
.
sensorAQueSeConecta
 
=
 
sensor
;

        
sensorAQueSeConecta
.
ConectarPS5
();

    
}

//}

//

//class Test

//{

    
static
 
void
 
Main
()

    
{

        
//Tem-se um Xbox2 e mas deseja-se usar um controle ps5:

        
SensorXbox2
 
adaptee
 
=
 
new
 
SensorXbox2
();

        
ControlePS5
 
target
 
=
 
new
 
ControlePS5
();

        

        
//Cria-se um falso sensor de PS5 que, na verdade, traduz e repassa os comandos para o Xbox em questão:

        
AdaptadorPS5ParaXbox2
 
adapter
 
=
 
new
 
AdaptadorPS5ParaXbox2
(
adaptee
);

        

        
//Conecta-se o controle ao adapter:

        
target
.
Conectar
(
adapter
);

    
}

}

//Saída:

//Um novo controle foi conectado ao sensor do Xbox.

//But stadia wins!

```

## Adaptador de Classe

### Código em Java e diagrama UML de classes
```
class
 
ClasseExistente
 
{

    
public
 
void
 
exibir
()
 
{

        
System
.
out
.
println
(
"Metodo exibir()"
);

    
}

}

interface
 
InterfaceCliente
 
{

    
public
 
void
 
mostrar
();

}

class
 
Adaptador
 
extends
 
ClasseExistente
 
implements
 
InterfaceCliente
 
{

    
public
 
void
 
mostrar
()
 
{

        
exibir
();

    
}

}

public
 
class
 
Cliente

    
{

       
public
 
static
 
void
 
Main
(
string
[]
 
args
)

        
{

            
InterfaceCliente
 
existente
 
=
 
new
 
Adaptador
();

            
existente
.
mostrar
();

        
}

    
}

```

### Código emC#
```
namespace
 
PadraoAdapter

{

    
//Adaptada(adaptee)

    
public
 
class
 
ClasseExistente

    
{

        
public
 
void
 
Exibir
()

        
{

            
Console
.
Write
(
"Metodo exibir()"
);

        
}

    
}

    
//Adaptada(adaptee)

    
public
 
interface
 
InterfaceCliente

    
{

        
void
 
Mostrar
();

    
}

    
//Adaptador(adapter)

    
public
 
class
 
Adaptador
 
:
 
ClasseExistente
,
 
InterfaceCliente

    
{

        
public
 
void
 
Mostrar
()

        
{

            
Exibir
();

        
}

    
}

    
class
 
Cliente

    
{

        
static
 
void
 
Main
(
string
[]
 
args
)

        
{

            
InterfaceCliente
 
existente
 
=
 
new
 
Adaptador
();

            
existente
.
mostrar
();

        
}

    
}

}

```

## Padrões relacionados
O padrão GoF Bridge possui uma estrutura similar a um adaptador de objeto propriamente dito, mas esse padrão tem uma intenção diferente: tem como objetivo separar uma interface da sua implementação, de uma forma que elas possam variar fácil e independentemente. Um adaptador do padrão Adapter se destina a mudar a interface de um objeto existente.
Outro padrão estrutural GoF que podemos citar é o Decorator, que por sua vez, aumenta outro objeto sem mudar sua interface. Desta forma, um Decorator é mais transparente para a aplicação do que um adaptador de Adapter.
Como consequência, o Decorator suporta a composição recursiva, a qual não é possível com adaptadores puros.
Por fim, o padrão Proxy, que também é um padrão estrutural, permite a definição de um representante ou “procurador” para outro objeto e não muda sua interface.